# Waterkrachtcentrale Karlsgårde
De waterkrachtcentrale Karlsgårde (Karlsgårdeværket) is een na grootste waterkrachtcentrale  in Denemarken en ligt bij Varde naast het meer Karlsgårde (Karlsgårde Sø).
Deze waterkrachtcentrale is uit 1921 maar werd tijdens WO2 met een derde turbine uitgebreid en daarvoor werd het Ansager kanaal gegraven voor water uit Varde Å. De eerste twee turbines krijgen water uit de Holme via het aangelegde meer Karlsgårde.